# Schlacht von Poimanenon
Die Schlacht von Poimanenon oder Poemanenum wurde im Frühjahr 1224 (oder spät im Jahr 1223) zwischen den Truppen der beiden wichtigsten Nachfolgestaaten des Byzantinischen Reichs, dem Lateinischen Kaiserreich und dem Kaiserreich Nikäa ausgetragen.
Nach dem Vertrag von Nymphaion im Jahr 1214 hatte das Lateinische Kaiserreich die nordwestlichen Küstenbereiche Kleinasiens von Nikomedia bis nach Adramyttion kontrolliert sowie die mysische Ebene. Im Jahr 1222 starb der Gründer des Kaiserreichs von Nikäa, Theodor I. Laskaris, und sein Stiefsohn Johannes III. bestieg seinen Thron. Die Nachfolge wurde von Theodors Brüdern in Frage gestellt und die Sebastokratores Isaak und Alexios rebellierten gegen ihn, wofür sie den Kaiser des Lateinischen Kaiserreichs, Robert de Courtenay zu Hilfe riefen. An der Spitze der lateinischen Armee marschierten sie gegen Johannes Vatatzes. Die beiden Armeen trafen sich bei Poimanenon, nahe einer dem Erzengel Michael geweihten Kirche. Vatatzes konnte einen entscheidenden Sieg erringen. Unter seinen Gefangenen befanden sich die beiden Laskaris-Brüder, die geblendet wurden.
Dieser Sieg läutete die griechische Rückeroberung der lateinischen Besitzungen in Kleinasien ein. Von Nikäa in Asien und dem Despotat Epirus in Europa in die Zange genommen bat der lateinische Kaiser um Frieden, der 1225 geschlossen wurde. Nach den Friedensbedingungen verzichteten die Lateiner auf all ihre asiatischen Besitzungen, ausgenommen das Ostufer des Bosporus und die Stadt Nikomedia mit ihrem Umland.